# Santa Margherita d’Adige
Santa Margherita d’Adige – miejscowość i gmina we Włoszech, w regionie Wenecja Euganejska, w prowincji Padwa.
Według danych na rok 2004 gminę zamieszkiwały 2244 osoby, 187 os./km².